# František Pavlík
František Pavlík (6. srpna 1885 Ořechov u Brna — 2. října 1905 Brno) byl moravský truhlářský dělník, člen brněnského Sokola, oběť demonstrace za zřízení druhé českojazyčné univerzity v Brně. Jeho pohřeb se stal národní manifestací, které se podle dobových odhadů účastnilo až 80 tisíc lidí

## Život
Narodil se v Ořechově nedaleko Brna, vyučil se stolařským dělníkem. Byl členem cvičenecké jednoty Sokol Brno II a sympatizoval s českými národními myšlenkami.

### Úmrtí
V říjnu roku 1905 se František Pavlík zúčastnil série demonstrací za zřízení česky vyučující univerzity v Brně, tak jak toho bylo v předešlých letech dosaženo v Praze. Dav byl shromážděn před Besedním domem, kde byl Pavlík v tlačenici před Besedním domem smrtelně poraněn bodákem na pušce jednoho z příslušníků 49 c. k. pěšího pluku, který pomáhal rakouským četníkům dostat dav pod kontrolu. Byl převezen do Zemské nemocnice, kde svým zraněním podlehl. 

### Po smrti

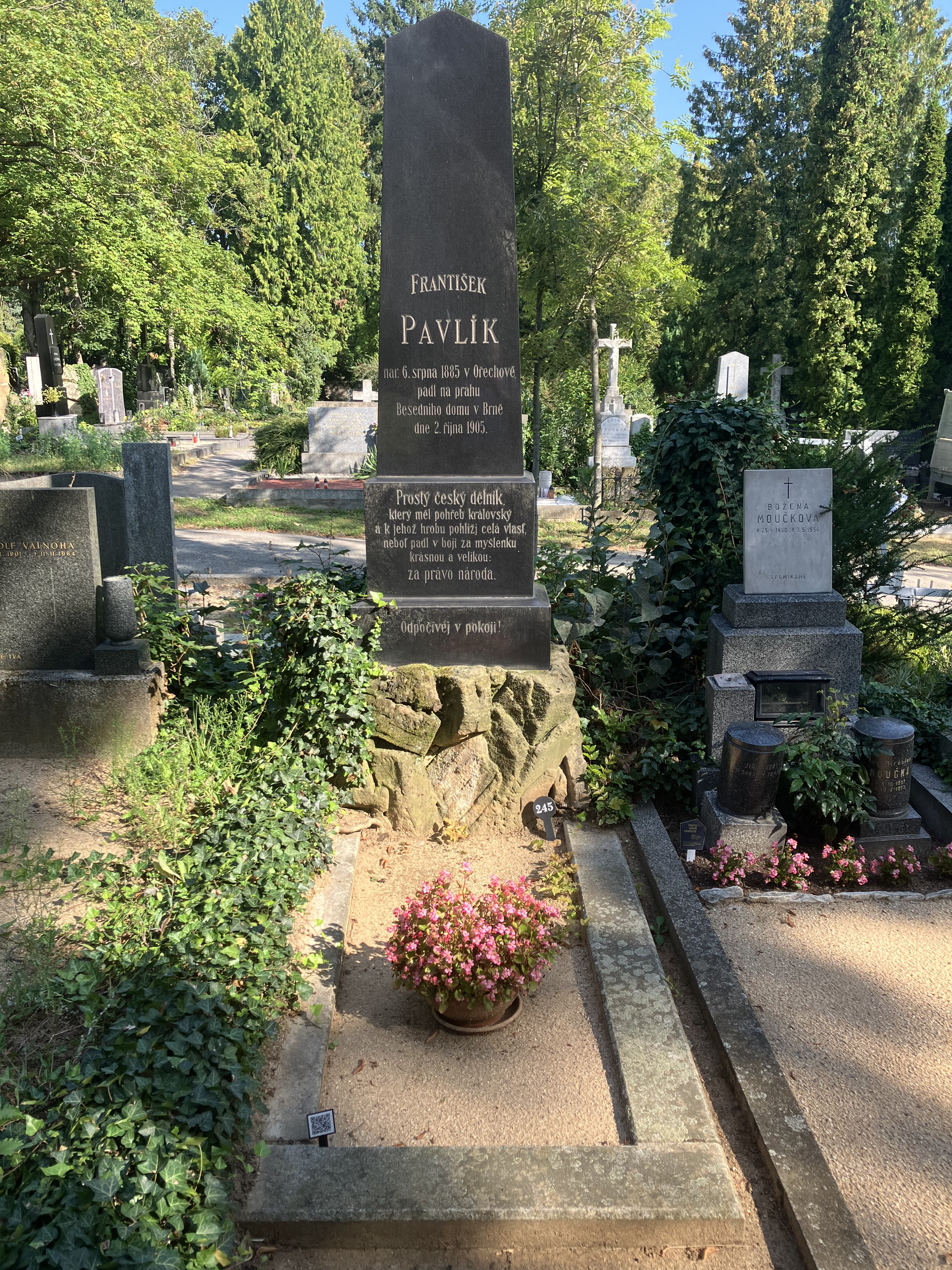
Hrob Františka Pavlíka, sk. 68/hr. 245

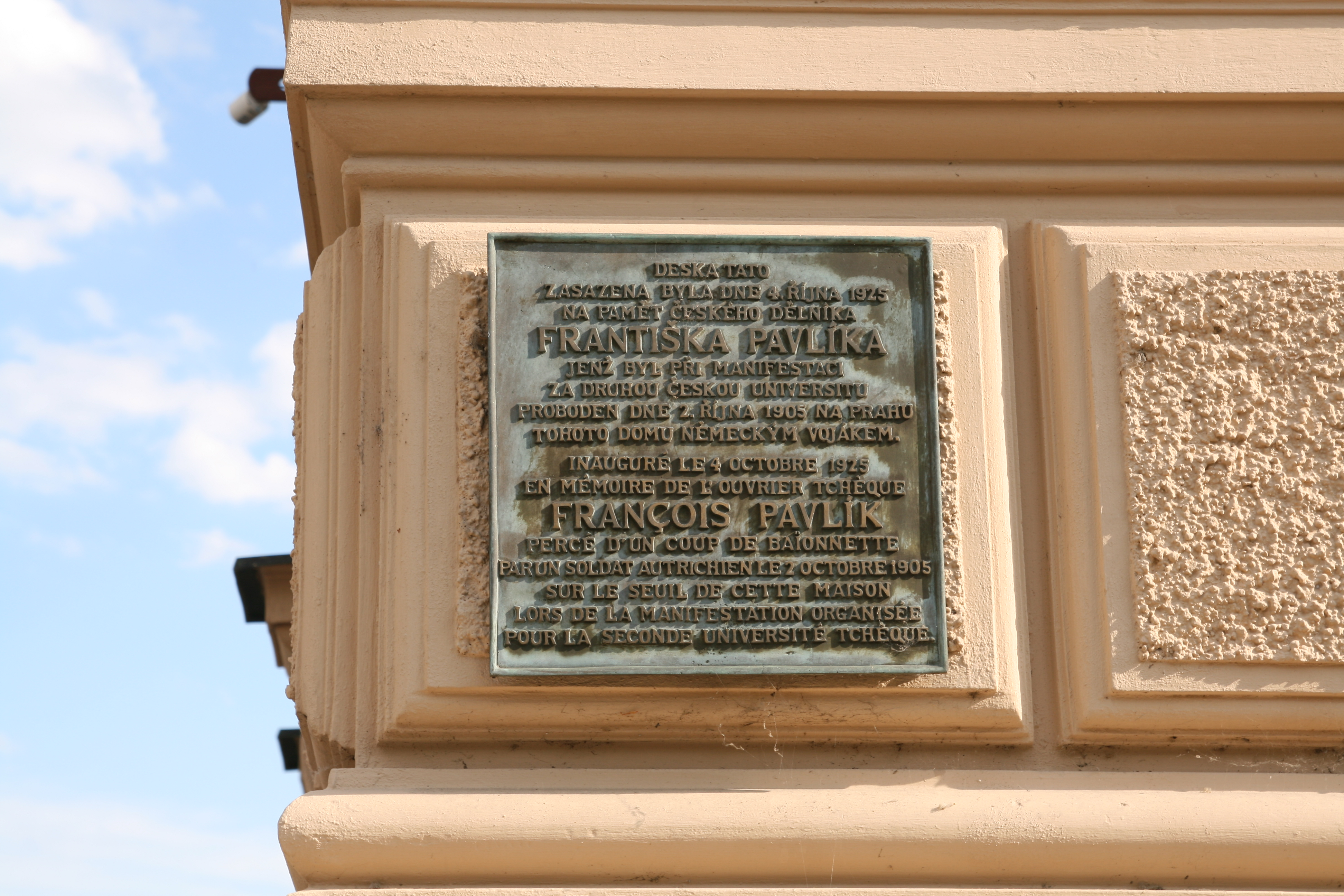
Pamětní deska Františka Pavlíka na zdi Besedního domu v Brně odhalená 4. 10. 1925

Na místě před Besedním domem byla ještě několik dnů po činu patrná krev, lidé sem začali přinášet květiny. Pohřbu Františka Pavlíka v Brně a smutečního průvodu na Ústřední hřbitov se účastnily desetitisíce lidí, uvádí se, že až 80 tisíc. Pietní obřad sloužil Tomáš Eduard Šilinger, nad hrobem zemřelého promluvil za Sokoly brněnský župní činitel a politik Ladislav Pluhař. Celá událost se obešla bez bezpečnostních incidentů, byla však výraznou manifestací ve snaze o českou národní emancipaci vůči většinově německy mluvícímu brněnskému prostředí. Rakouskými úřady nebyl případ nikdy došetřen a vojín, na jehož bodáku byla nalezena krev, nebyl nijak potrestán.
V souvislosti s odvody mužů v říjnu 1905 k nástupu základní vojenské služby byl rodině Františka Pavlíka posmrtně doručen jeho povolávací rozkaz. Jeho krajané z Ořechova tak přijeli k odvodu do Brna odění v černé se smutečně ozdobeným vozem a velkou podobiznou Pavlíka v sokolském kroji.
Po vzniku samostatného Československa byla Františku Pavlíkovi odhalena na zdi Besedního domu pamětní deska, u příležitosti 20. výročí události, 4. října 1925. Pamětní deskou byl osazen i jeho rodný dům v Ořechově.

### V umění
Tragické události byl přímým svědkem i hudební skladatel Leoš Janáček, který ji zpracoval v klavírní skladbě 1. X. 1905 Z ulice.